# Klärungshilfe
Klärungshilfe ist eine eigenständige Methode der Mediation. Ziel ist es, in einem Konflikt zwischen den zerstrittenen Parteien Klarheit bezüglich Fakten und Gefühlen zu schaffen, um darauf aufbauend tragfähige Lösungen zu finden. Der Leitgedanke dieser Methode lautet daher: „Vergangenheit verstehen – Gegenwart klären – Zukunft planen“. Ein Mediator, der nach dieser Methode arbeitet, nennt sich Klärungshelfer. Haupteinsatzfeld der Klärungshilfe sind vor allem innerbetriebliche Konflikte.

## Abgrenzung zu anderen Mediationsverfahren
Die Klärungshilfe unterscheidet sich im Gegensatz zu anderen Mediationsverfahren in vier entscheidenden Punkten:
Keine Einzelvorgespräche
Es werden im Vorfeld keine Einzelgespräche mit den Konfliktparteien geführt, um der ersten Situationsschilderung möglichst unvoreingenommen und erst in Anwesenheit der anderen Parteien begegnen zu können. Diese Anwesenheit hat einen positiven Einfluss auf die ersten Perspektivschilderungen und begünstigt die Klärbarkeit des Konflikts.
Eine Ausnahme bilden die ausführlichen Vorgespräche mit der obersten am Konflikt beteiligten Führungskraft. Diese sind nötig, um eine vertrauensvolle Atmosphäre zu schaffen, die auch in schwierigen Phasen des Gesprächs Stabilität gewährleistet.
Fokus auf Gefühle
Die schwierigen Gefühle im Konflikt (Wut, Ärger, Hass, Hilflosigkeit, Ohnmacht…) und die aus ihnen resultierenden Haltungen und Handlungen (Unversöhnlichkeit, Kälte, Ignoranz, Geringschätzung…) bekommen bei der Klärungshilfe eine besondere Bedeutung. Statt sie zu reglementieren, sanktionieren oder gar ignorieren thematisiert die Klärungshilfe sie, um sie durch Verstehen und Vertiefen sukzessive zu deeskalieren.
Keine Gesprächsregeln
Um möglichst unmittelbar mit den Gefühlen der Konfliktparteien in Kontakt zu kommen, wird bewusst auf die Vereinbarung von Gesprächsregeln oder Formulierungsempfehlungen verzichtet.
Keine Freiwilligkeit nötig
Da die Klärungshilfe zum überwiegenden Teil in innerbetrieblichen Konfliktfeldern zum Einsatz kommt, erhält die zentrale Forderung der Mediationsbewegung nach Freiwilligkeit hier einen anderen Stellenwert. Damit der Vorgesetzte in Konfliktsituationen seine Fürsorgepflicht wahrnehmen kann, muss er mit seinen Mitarbeitern klärende Gespräche führen können. Im gleichen Maß, wie er von deren Einverständnis dazu abhängig wäre, im gleichen Maß wären ihm die Hände gebunden und er handlungsunfähig. Deswegen reicht es der Klärungshilfe, wenn die oberste am Konflikt beteiligte Führungskraft die Konfliktmoderation möchte. Die Mitarbeiter müssen sich dann dem Gespräch stellen. Deren Unwilligkeit ist hierbei eine vollkommen nachvollziehbare und willkommene Systemgröße im Gespräch, die auch so vom Klärungshelfer respektiert wird.

## Geschichte und Hintergrund
Die Klärungshilfe wurde von Christoph Thomann in den 1980ern begründet. Im Jahr 1988 erfolgte die erste Veröffentlichung (Klärungshilfe) zusammen mit Friedemann Schulz von Thun. 1998 kam Klärungshilfe – Konflikte im Beruf von Christoph Thomann auf den Buchmarkt und 2007 erschien nach jahrelanger Praxiserprobung Klärungshilfe 3 – Das Praxisbuch, geschrieben von Christoph Thomann und Christian Prior. In den letzten Jahren gibt es einen regen fachlichen Austausch zwischen Vertretern der Klärungshilfe und anderen Verfahren der Mediation.
Die Klärungshilfe basiert ebenso wie andere Verfahren der Mediation auf Vorstellungen und Modellen der humanistischen Psychologie und der systemischen Therapie. Die Arbeit mit den Gefühlen geht zudem auf Auffassungen der Tiefenpsychologie zurück.

## Methode
Die Klärungshilfe wird in einen Prozess mit sieben Phasen unterteilt. Dieser wird inzwischen auch unter dem Namen „bridge over troubled water“ bzw. Klärungshilfebrücke geführt.
1. Phase – Auftragsklärung
Eine Konfliktsituation wird an den Klärungshelfer herangetragen. Beide Seiten (Auftraggeber und Klärungshelfer) müssen in dieser Phase die Situation, die Motivation und organisatorische Aspekte abklären.
2. Phase – Anfangsphase
Die Konfliktparteien und der Klärungshelfer treffen erstmals aufeinander und lernen sich kennen. Der Ablauf der Klärung wird kurz erläutert, Hindernisse beseitigt und Bedingungen abgeklärt.
3. Phase – Selbstklärungsphase
Der eigentliche Einstieg in die Konfliktinhalte geschieht in dieser Phase. Jeder einzelne schildert in Anwesenheit aller anderen seine Sichtweise. Dies erfolgt häufig unter Zuhilfenahme von visuellen Mitteln, wie das Bilder malen. Das Ziel ist es, jeden zu verstehen und dabei die zu besprechenden Themen zu identifizieren.
4. Phase – Dialogphase
Dies ist die längste Phase, auf die ungefähr die Hälfte der gesamten Klärungszeit entfällt und die somit das Zentrum der Klärung bildet. Der Klärungshelfer führt die Parteien in einen Konfliktdialog, der ohne ihn eskalieren oder absterben würde. Auf explizite Gesprächsregeln wird bewusst verzichtet.
Neben anderen Methoden der Gesprächsmoderation wie aktives Zuhören und Zusammenfassen kommt verstärkt die Methode des Doppeln zum Einsatz. Der Klärungshelfer geht dabei neben einen der Beteiligten und fragt: „Darf ich mal neben Sie kommen, für Sie etwas sagen, und Sie sagen dann, ob es so stimmt?“ Er spricht dann in direkter Rede, als wäre er die Person. Doppeln wird auf vier Ebenen durchgeführt:
- Beobachtbares – vergangene Vorfälle, Situationen, Fakten
- Beziehungsebene – durch Einfühlung gewonnene Vermutungen werden ausgesprochen
- Negative Gefühle – werden beim Doppeln ohne Vorwurf nüchtern beim Namen genannt
- Innere Not – Vorverletzung aus anderen Lebenssituationen spielen unbemerkt in den Konflikt hinein und werden achtsam entschärft.

5. Phase – Erklärungs- und Lösungsphase
Idealerweise sind nach dem Dialog verhärtete Gefühle aufgeweicht und Feindbilder werden nicht mehr länger aufrechterhalten. Jeder erkennt seinen Anteil an der Gesamtentwicklung und solidarisiert sich automatisch mit den anderen. Aber auch wenn die Parteien nach dem Dialog nicht zu einem friedlichen Ende gekommen sind, so ist es möglich, sie durch die nun folgende Erklärungsphase in die Lage zu versetzen, menschen-, sach- und situationsgerechte Lösungen zu vereinbaren. Dazu bietet der Klärungshelfer jetzt aus seiner neutralen Außenperspektive eine Erklärung an, die ohne Zuweisung von Schuld die Konfliktursachen und -mechanismen beschreibt. Dadurch wird eine Distanz erzeugt, die beruhigt und ein rationales Erfassen möglich macht. Diese Erklärung muss so sein, dass ihr alle, ohne Vorbehalte zustimmen können.
Erst jetzt, nach der Erklärung, folgt die Suche nach tragfähigen, alltagstauglichen Lösungen, die mit verschiedenen kreativen Moderationsmethoden gefunden werden.
6. Phase – Abschlussphase
Zum Abschluss des Klärungsgesprächs wird seitens der Parteien negative und positive Kritik an der Gesprächsführung geübt und mit einem Blick nach vorne thematisiert, wie es weiter geht.
7. Phase – Nachsorge
Diese Phase ist zeitlich von den vorherigen Phasen abgekoppelt, denn alle weiteren Kontakte mit dem Klärungshelfer sind eine Form der Nachsorge: Relativ häufig sind nachfolgende Klärungssitzungen und Coaching mit der obersten Führungskraft. Im einfachen Fall wird ein Telefongespräch nach ca. 1–3 Monaten geführt. Die Nachsorge unterstützt die Nachhaltigkeit der Veränderungen. Kommt es zu einer Trennung der Beteiligten, kann der Klärungshelfer in dieser Phase unterstützend bei der Gestaltung der Trennung agieren.
Haben sich die Beteiligten dazu entschlossen, weiter zusammen zu bleiben, kann die Klärung dann weiter in die verschiedenen hierarchischen Ebenen führen.